# Oxychilus basajauna
Oxychilus basajauna is een slakkensoort uit de familie van de Oxychilidae. De wetenschappelijke naam van de soort is voor het eerst geldig gepubliceerd in 1990 door Altonaga.